# بخش مرکزی شهرستان ایرانشهر
بخش مرکزی شهرستان ایرانشهر یکی از بخش‌های شهرستان ایرانشهر در استان سیستان و بلوچستان ایران است.

## تقسیمات کشوری
- بخش مرکزی شهرستان ایرانشهر
  - دهستان حومه
  - دهستان ابتر

شهر : ایرانشهر

## جمعیت
بنابر سرشماری مرکز آمار ایران، جمعیت بخش مرکزی شهرستان ایران شهر در سال ۱۳۹۵ برابر با ۱۷۰،۵۳۶ نفر بوده‌است.